# 流调员
流调员全称流行病学调查员，是指从事流行病学调查工作的工作人员。

## 管理
2021年中国组建了国家流调专家队，根据《国家流调专家队建设和应急调派工作方案》进行管理。专家队由300多名流行病学专家组成，执行梯次备勤制度，按月轮流备勤，协助省市地方完成流行病学调查任务。
中国地方政府方面，以深圳市为例，根据《深圳市流行病学调查员管理办法（试行）》，深圳市、区卫生健康部门按照属地管理和分级负责的原则，在市、区疾病预防控制机构设立流调员管理办公室，分别负责本级流调员管理工作，包括旨在提高本级流调员专业技术水平的括岗前培训和年度培训、核准发放流行病学调查员工作证、进行三年为周期的考核等。

## 职责
流调员的岗位职责包括负责核实调查对象的临床表现、个人信息、开展相关人群旅居史、密切接触史、活动轨迹等流行病学调查工作；对相关场所开展现场卫生学调查、采集生物等样本、要求有关单位和人员采取场所封闭、样本保护等临时应急控制措施等工作。

## 组成
流调员由经过专业培训的人员构成，但也有志愿者参与的情况。

## 工作方式
流调员的工作方式包括现场流调、电话流调和信息核查等。即通过前往相关病例或风险人员停留过的现场、给相关人员打电话、整理核查搜集到的信息等方式开展流行病学调查。

## 相关事件
- 一些从事电信诈骗的人员在2019冠状病毒病疫情期间冒充流调员开展诈骗活动[11][12]，官方对此发布了鉴别流调电话真伪的方式[13][14]